# Comté de Zavala
Pour les articles homonymes, voir Zavala.
Le comté de Zavala, en anglais : Zavala County, est un comté situé dans la région de Winter Garden, dans le sud de l'État du Texas aux États-Unis, et fondé le 1er février 1858. Le siège est la ville de Crystal City. Selon le recensement de 2020, sa population est de 9 670 habitants. Le comté a une superficie de 3 371 km2, dont 3 363 km2 en surfaces terrestres. Il est nommé à la mémoire de Lorenzo de Zavala, une personnalité politique.

## Organisation du comté

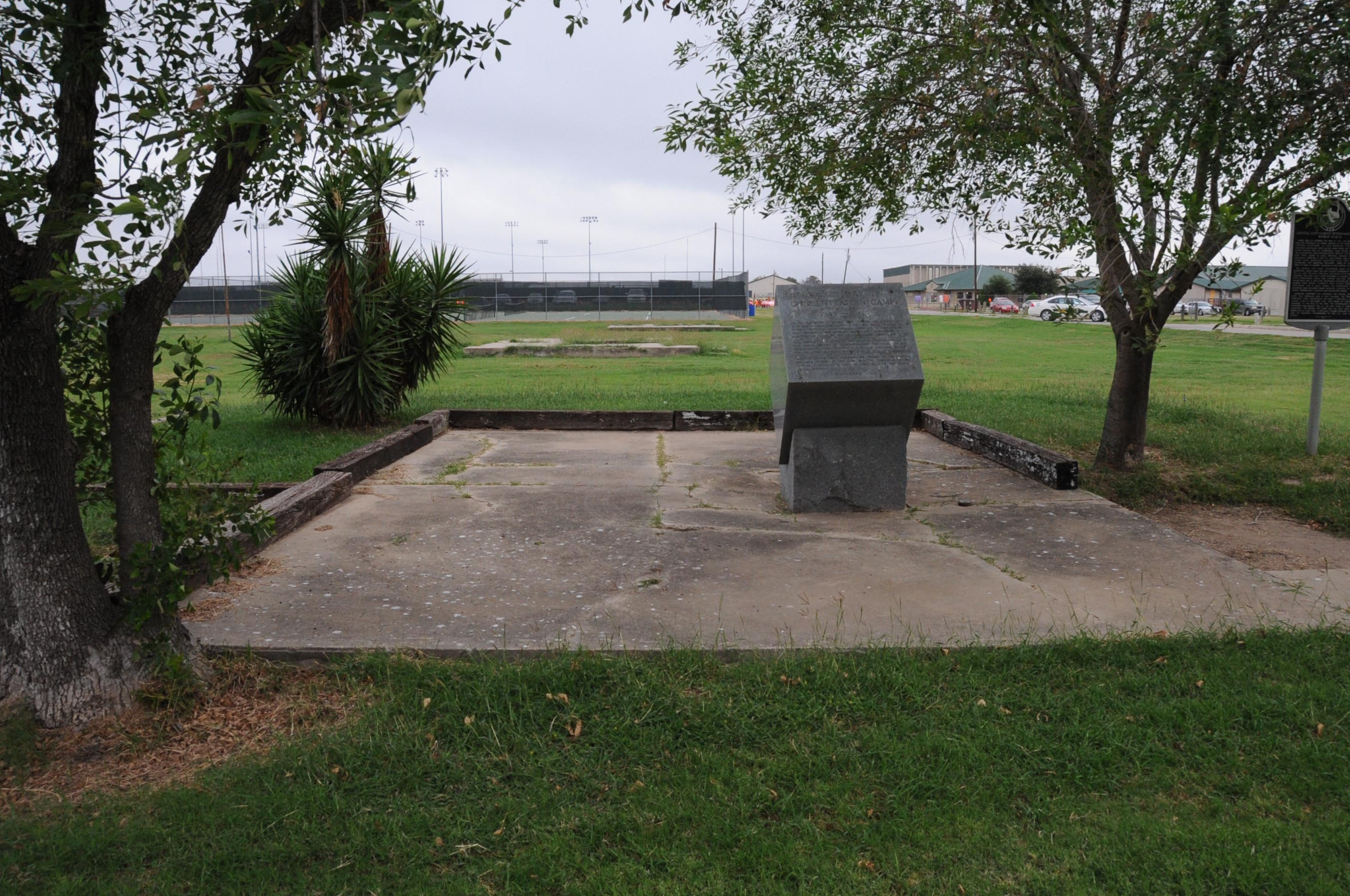
Mémorial du camp d'internement des familles d'origine japonaise, allemande et italienne à Crystal City (Ouvert en décembre 1943 et fermé en février 1943.

Le comté est créé le 1er février 1858. Il résulte de la division des comtés de Maverick, d'Uvalde et de Bexar. Le comté devient totalement organisé, donc autonome, le 25 février 1884. Il est baptisé en référence à Lorenzo de Zavala, homme politique ayant contribué à la rédaction d'une constitution (en) pour la république du Texas, afin d'obtenir son indépendance du Mexique, en 1836. Batesville (en) devient le siège de comté. Crystal City remporte les élections de 1928, pour devenir le nouveau siège du comté.
Grey (Doc) White et la famille Vivian s'installent à Cometa, actuellement une ville fantôme, vers 1867. Les familles Ramón Sánchez et Galván se sont jointes à eux en 1870 et J. Fisher en 1871 tandis que la communauté Murlo s'y établit à peu près à la même époque. Zavala devient alors le premier comté du Texas à cultiver le lin à des fins commerciales.
Ike T. La Pryor, le plus grand ranch du comté, fait la publicité des terres agricoles. La communauté qui naît est La Pryor. Les promoteurs E. J. Buckingham et Carl Groos achètent la totalité des 389 km2 du ranch Cross S en 1905, organisent la ville de Crystal City et vendent le reste en parcelles de 10 acres (40 km2) pour l'implantation de fermes.

## Géographie
Le comté de Zavala est situé dans la région de Winter Garden (en), au sud du Texas aux États-Unis,. Crystal City, le siège de comté, se trouve dans le centre-sud du comté de Zavala, sur la route 83. Le comté rectangulaire a une superficie totale de 3 371 km2, composé de 3 360 km2 de terres et de 11 km2 de zones aquatiques. Le rio Nueces draine le centre et l'ouest, tandis que les rivières Leona (en) et Frio drainent l'Est du comté. 
Le lac Comanche, à près de 10 km à l'ouest de Crystal City, est prisé des sportifs et aurait pu être le théâtre de la dernière attaque  des Amérindiens au Texas.

## Comtés adjacents
|                   | Comté d'Uvalde  |               |
| Comté de Maverick | comté de Zavala | Comté de Frio |
| Comté de La Salle | Comté de Dimmit |               |

## Démographie

Pyramide des âges du comté de Zavala (2000).

Lors du recensement de 2010, le comté comptait une population de 11 677 habitants. Elle est estimée, en 2017, à 11 948 habitants,

### Source de la traduction
- (en) Cet article est partiellement ou en totalité issu de l’article de Wikipédia en anglais intitulé « Zavala County, Texas » (voir la liste des auteurs).